# Dławik gaszący
Dławik gaszący (ang. arc suppression coil) – jednofazowa cewka indukcyjna z rdzeniem ferromagnetycznym najczęściej w wykonaniu olejowym, włączana pomiędzy punkt gwiazdowy transformatora energetycznego (lub transformatora uziemiającego) i ziemię w celu ograniczenia pojemnościowego prądu ziemnozwarciowego (czyli takiego jaki płynie w miejscu zwarcia przewodu z ziemią.) w sieci elektroenergetycznej o izolowanym punkcie neutralnym. Prąd zwarciowy ma charakter pojemnościowy i zamyka się przez pojemności doziemne faz zdrowych.
Dławik gaszący często określa się mianem cewki Petersena (ang. Petersen’s coil) od nazwiska jego wynalazcy W. Petersena. Natomiast nazwa dławik gaszący (dławik gasikowy) wynika z działania ułatwiającego gaszenie łuku prądu ziemnozwarciowego.
W wyglądzie zewnętrznym dławik gaszący wygląda, a nawet jest zbudowany podobnie jak transformator energetyczny. Jednofazowe uzwojenie dławika jest wykonane w postaci cewek (uzwojenie dzielone) osadzonych na rdzeniu i zanurzonych w oleju. Najczęściej realizuje się chłodzenie naturalne, a konstrukcje przystosowane są do pracy w warunkach napowietrznych rzadziej wnętrzowych.

## Parametry i dobór dławików gaszących
Głównym parametrem dławika gaszącego jest jego indukcyjność, gdyż od niej zależy wartość prądu indukcyjnego kompensującego prąd ziemnozwarciowy. Wymagana indukcyjność cewek Petersena jest na ogół dość duża, dochodzi nieraz do kilku henrów. Dla uzyskania tak dużej indukcyjności konieczny jest rdzeń stalowy.
Indukcyjność dławika gaszącego określa się z wzoru:
{\displaystyle L_{DG}={\frac {1}{3\omega ^{2}C}},}
gdzie:
{\displaystyle C} – pojemność doziemna jednej fazy sieci skompensowanej.
Danymi wyjściowymi do doboru dławika gaszącego jest określenie pojemnościowego prądu ziemnozwarciowego w sieci. W przypadku linii napowietrznych można ją dość dokładnie określić korzystając z wykresów Langrehre’a, natomiast w przypadku linii kablowych wykorzystuje się wartości pojemności kabli określone na podstawie danych znamionowych kabli podanych przez wytwórcę.Stosowana bywa również metoda obliczania pojemności kabli z krzywych opracowanych przez Kleina. Krzywe te podają pojemności kabli w zależności od grubości izolacji i stałej dielektrycznej.